# (3605) Davy
(3605) Davy es un asteroide perteneciente al cinturón de asteroides, descubierto el 28 de noviembre de 1932 por Eugène Joseph Delporte desde el Real Observatorio de Bélgica, Uccle.

## Designación y nombre
Designado provisionalmente como 1932 WB. 
Fue nombrado por Davy De Winter, hijo de la señora Asselberghs, administradora del Observatorio Real de Bélgica.